# Israel Arroyo Martínez
Israel Arroyo Martínez (Madrid, 21 de septiembre de 1976) es un economista y funcionario español, actual secretario de Estado de Economía y Apoyo a la Empresa desde 2024.

## Biografía
Arroyo Martínez nació en Madrid el 21 de septiembre de 1976. Es licenciado en Administración y Dirección de Empresas y en Sociología, ambas por la Universidad Complutense de Madrid, y DEA en Economía Pública. En el año 2004 ingresó por oposición en el Cuerpo Superior de Actuarios, Estadísticos y Economistas de la Seguridad Social.
Dentro del ámbito de la Seguridad Social, ha sido jefe de Área de Estudios Económicos y Análisis de Coyuntura, subdirector general de Ordenación de Pagos y Gestión del Fondo de Reserva (2009-2012) y subdirector general de Presupuestos, Estudios Económicos y Estadísticas (2012-2017) en la Tesorería General de la Seguridad Social (TGSS), así como analista de fondos de la Seguridad Social en la Autoridad Independiente de Responsabilidad Fiscal (AIReF), donde llegó a ser subdirector general de Endeudamiento (2018-2020).
En 2020, el ministro José Luis Escrivá, con quien había trabajado en la AIReF, le nombró en 2020 secretario de Estado de la Seguridad Social y Pensiones. En este tiempo, y en el contexto de la pandemia de COVID-19, desde el departamento de Arroyo se diseñó la reforma de las pensiones de 2022 y el ingreso mínimo vital, entre otras reformas. Cesó, a petición propia, a mediados de 2022, regresando a su puesto en la AIReF.
En enero de 2024, tras la asunción del nuevo ministro de Economía, Carlos Cuerpo, también compañero suyo en la AIReF, este le designó secretario de Estado de Economía y Apoyo a la Empresa en sustitución de Gonzalo García Andrés.